# Auxa griveaudi
Auxa griveaudi är en skalbaggsart som beskrevs av Stefan von Breuning 1980. Auxa griveaudi ingår i släktet Auxa och familjen långhorningar.
Artens utbredningsområde är Madagaskar. Inga underarter finns listade.